# EFO-modellen
EFO-modellen är en nationalekonomisk modell uppkallad efter ekonomerna Gösta Edgren (TCO), Karl-Olof Faxén (SAF) och Clas-Erik Odhner (LO), som användes för att förklara sambandet mellan lönebildning och inflation i Sverige på 1960- och 1970-talen. Enligt modellen så delades ekonomin in i två sektorer, K- och S-sektorn:
K-sektorn
- Utsätts för internationell konkurrens, t.ex. industrin.
- Är löneledande.
- Löner sätts utifrån den internationella inflationen och produktivitetsökningen i sektorn.

S-sektorn
- Är resten, dvs skyddade från internationell konkurrens, t.ex. många tjänsteföretag och offentlig service.
- Lönerna skall överensstämma med K-sektorns enligt en solidarisk lönepolitik; lika lön för lika arbete.

Utifrån denna modell bestäms den solidariska lönen så att prisstabilitetsmålet kan upprätthållas (kräver centrala förhandlingar).
Det innebär att prisutvecklingen kan vara olika i de två sektorerna då produktivitetsökningen oftast är olika. Den är högre i tillverkande industri än i tjänstesektorn. Maskiner, automation och stordriftsfördelar får större inverkan i industrin. En frisör kan svårligen öka produktiviteten tiofalt.
EFO-modellen definierades i skrift omkring 1970, men har använts tidigare av LO-ekonomerna Gösta Rehn och Rudolf Meidner under 50- och 60-talen. Men den egentliga upphovsmannen var dock norrmannen Odd Aukrust som på 1950-talet utvecklade en liknande tvåsektormodell vilken han kallade PRIM I (PRice Income Model I).
Rhen-Meidner/EFO-modellen tillämpades under 50- och 60-talen. Strukturomvandlingen mot mer konkurrenskraftiga större exportföretag påskyndades på bekostnad av nyföretagande och etablering av nya marknader inom landet. Avfolkning av landsorten var också en konsekvens, vilket resulterade i krav på bostäder i storstadsregionerna (Miljonprogrammet).